# Frédéric-Louis Allamand
Jean Frédérique (Frédéric) François Louis Allamand (* 5. Februar 1736 in Payerne; † 3. März 1809 in Valkenburg) war ein Schweizer Arzt und Botaniker. Sein offizielles botanisches Autorenkürzel lautet „F.Allam.“.

## Leben und Wirken
Frédéric-Louis Allamand ist der Sohn von François-Benjamin Allamand und dessen Frau Marie Madeleine de Treytorrens. 1749 zog er zu seinem Onkel Jean Nicolas Sébastien Allamand (1713–1787), Professor für Philosophie in Leiden. Im gleichen Jahr begann er ein Literaturstudium. Seine Interessen änderten sich jedoch und er promovierte 1753 als Mediziner.
Ab 1760 war er Schiffsarzt der niederländischen Marine und gelangte so u. a. nach Surinam, Guyana und Holländisch-Westindien. 1770 veröffentlicht er in Nova Acta Leopoldina einen Beitrag zur Geschichte der westindischen Lues und beschrieb neue Pflanzengattungen, die er auf den Niederländischen Antillen entdeckt hatte. Ende desselben Jahres schickt er ein Manuskript mit dem Titel Genera Plantarum Americanarum an Carl von Linné. Linné war von dem übersandten Material so begeistert, dass er Allamand anbot, eine der neuen Pflanzengattungen nach ihm zu benennen.
Später war Allamand Arzt am Hof von Katharina II. in Sankt Petersburg und heiratete dort um 1776 Adriana van Guericke. 1793 kehrt er nach Leiden zurück.

## Ehrentaxon

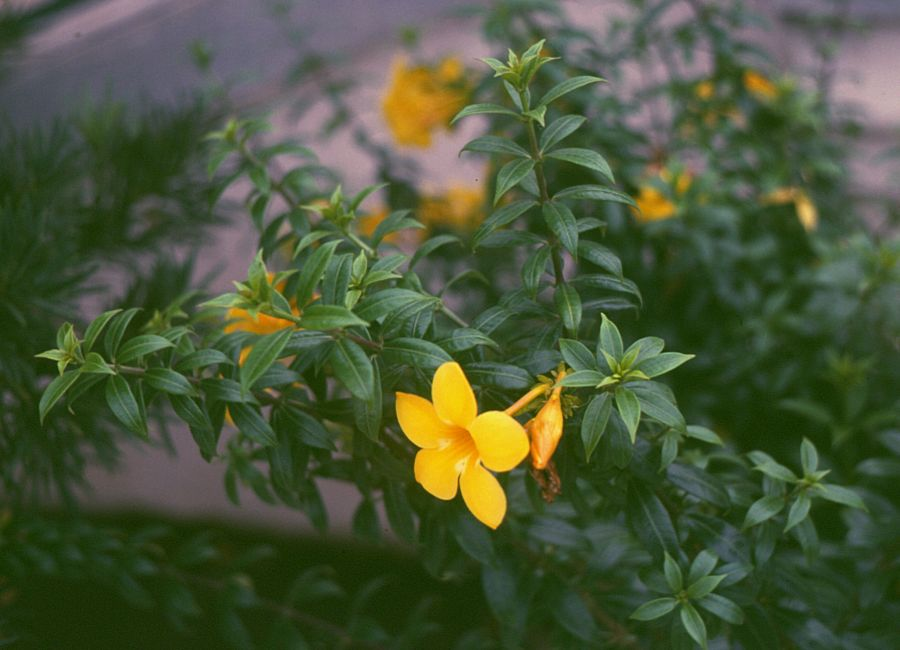
Goldtrompete (Allamanda cathartica) aus der nach Frédéric-Louis Allamand benannten Gattung der Allamanda

Carl von Linné benannte ihm zu Ehren die Gattung Allamanda aus der Pflanzenfamilie der Hundsgiftgewächse (Apocynaceae).

## Werke
- Dissertatio anatomico physiologica inauguralis, de externo tactus organo… Leiden, 1753 (Dissertation)
- Observatio XXIII. Historia Luis Indicae. In: Nova Acta Physico-Medica Academiae Caesareae Leopoldino Band 4, Nürnberg 1770, S. 87–92
- Observatio XXIV. Plantarum genera nova, aut accuratius observata, earumque species. In: Nova Acta Physico-Medica Academiae Caesareae Leopoldino. Band IV, 1770, S. 93 ff.